# Tenakihi Range
Tenakihi Range är ett berg i Kanada.   Det ligger i provinsen British Columbia, i den centrala delen av landet, 3 600 km väster om huvudstaden Ottawa. Toppen på Tenakihi Range är 1 527 meter över havet, eller 267 meter över den omgivande terrängen. Bredden vid basen är 3,6 km.
Terrängen runt Tenakihi Range är huvudsakligen kuperad. Trakten runt Tenakihi Range är nära nog obefolkad, med mindre än två invånare per kvadratkilometer.. Det finns inga samhällen i närheten.
I omgivningarna runt Tenakihi Range växer i huvudsak barrskog.